# Hardi ! Pardaillan
Pour plus de détails, voir Fiche technique et Distribution.
Hardi ! Pardaillan est un film francais réalisé par Bernard Borderie coproduction franco-italienne et sorti en 1964, suite du Chevalier de Pardaillan et inspiré de  Fausta vaincue, quatrième partie du roman-feuilleton Les Pardaillan.

## Synopsis
Le chevalier de Pardaillan est chargé par le roi Henri III, assiégé à Chartres par les troupes du duc de Guise, d’aller solliciter l’aide des troupes d’Henri de Béarn. Il doit, pour cela, traverser les lignes ennemies. On lui confie Maurevert comme guide tandis que le duc Charles d’Angoulême l’escorte. Pardaillan va devoir déjouer les perfidies du duc de Guise qui va mettre sur son chemin ses dangereux espions et belles intrigantes. Ainsi, Maurevert s’avère être un agent du duc de Guise comme, un peu plus tard, la belle et séduisante Bianca Farnèse qui ne laisse pas Pardaillan insensible. Mais grâce à sa vaillance et à l’amour, Pardaillan arrivera à mener sa mission à bien…

## Fiche technique
- Titre : Hardi ! Pardaillan
- Titre italien : Le armi della vendetta
- Réalisation :	Bernard Borderie
- Scénario : André Haguet, Henri-André Legrand d’après l’œuvre de Michel Zévaco
- Adaptation : Bernard Borderie
- Dialogues : Bernard Borderie
- Musique : Paul Misraki
- Photographie : Henri Persin
- Décors : René Moulaert
- Son : René Sarazin
- Montage : Christian Gaudin
- Pays de production :  France,  Italie
- Directeur de production : Henri Jaquillard
- Sociétés de production : Union Latine Cinématographique (Paris), Euro International Films (Rome)
- Sociétés de distribution : Lux Film (distributeur d’origine), Gaumont
- Lieux de tournage : château de Missillac (château de la Bretesche) et le château de Blois
- Année de tournage : 1963
- Format : couleur par Eastmancolor — 35 mm — 2.35:1 Franscope — son monophonique
- Genre : film de cape et d'épée, aventures historiques
- Durée : 92 minutes
- Dates de sortie : 
  - Italie : 29 février 1964
  - France : 8 avril 1964
- (fr) Mention CNC : tous publics (visa d'exploitation no 28029 délivré le 16 décembre 1963)

## Distribution
- Gérard Barray : Pardaillan
- Valérie Lagrange : Bianca Farnèse
- Philippe Lemaire : Le duc d'Angoulême
- Guy Delorme : Maurevert
- Jean Topart : Le duc de Guise
- Robert Berri : « Gueule d’amour », l'aubergiste
- Jacques Castelot : Henri III
- Jean-Roger Caussimon : Ruggieri
- Francis Claude : Henri de Béarn
- Jacqueline Danno : Catherine de Clèves
- Sophie Hardy : La jeune femme sur la route
- Jacques Mignot : Jacques Clément
- Christiane Minazzoli : La duchesse de Montpensier
- Isa Miranda : Catherine de Médicis
- Moustache : Le cuisinier
- Caroline Rami : La Roussette
- Robert Dalban
- Henri Attal
- Yvan Chiffre
- Henri Cogan : un sbire du Duc de Guise
- Françoise Giret
- Jacques Hilling
- Jean Roche